# Meczet Saliha
Meczet Saliha (arab. جامع الصالح, Dżami as-Salih) – największy i najnowocześniejszy meczet w Sanie, stolicy Jemenu. Położony jest na południowych przedmieściach miasta. Inicjatorem jego powstania był prezydent Ali Abd Allah Salih, dlatego meczet nazwano jego imieniem. Jednym z celów powstania świątyni było promowanie umiarkowanego islamu, dlatego zagraniczni turyści mogą go bez przeszkód odwiedzać.
W 2007 roku wizerunek meczetu pojawił się na awersie jemeńskiej waluty o nominale 250 riali.

## Historia
Kiedy prezydent Ali Abd Allah Salih zapowiedział budowę meczetu spotkał się z krytyką, że realizacja tak wielkiego projektu jest nieuzasadniona w czasie, kiedy kraj zmaga się z problemami ekonomicznymi. Kiedy budowa ruszyła doszło do kilku wypadków, m.in. kilka razy zawaliły się minarety zabijając robotników. Po tych zdarzeniach zbudowano w tym miejscu szkołę islamską i ogród. Pojawiły się też doniesienia, że jednemu z lokalnych biznesmenów Hajilowi Sa’idowi grożono represjami jeżeli nie zapłaci za budowę meczetu.
Łączny koszt jego budowy wyniósł 60 milionów dolarów.

## Charakterystyka
Przy budowie meczetu wykorzystano różne typy kamieni, np. czarny bazalt, czy wapienne skały w kolorze białym, czerwonym i czarnym. Sam budynek łączy w sobie cechy „jemeńskiej architektury z islamskim stylem”. Na drewnianym dachu znajduje się siedem ozdobnych kopuł. Główna kopuła mierzy 27,4 m średnicy i 36,9 m wysokości, a pozostałe po 15,6 m średnicy i 20,3 m wysokości. Z kolei okna wykonane są z ciemnego szkła, które lokalnie nazywa się qamariyah. Do środka prowadzi piętnaście 23-metrowych, drewnianych drzwi (pięć znajduje się od strony wschodniej, zachodniej i południowej), na których wygrawerowano miedziane wzory. Meczet otacza też sześć 160 metrowych minaretów.
Budynek liczy trzy poziomy i zajmuje łącznie 27 300 m², z czego 13 596 m mierzy sala główna. Wnętrza wyłożone są drogimi dywanami w zawiłe wzory i żyrandolami. Poza salą modlitewną mieszczą się w nim również biblioteki i college dla sześciuset studentów. W specjalnie wydzielonej część sali głównej, osobno modlą się kobiety.  
Ponieważ meczet mogą odwiedzać wszyscy ludzie bez względu na religię, przybywa do niego bardzo wielu turystów. Dlatego też (ze względów bezpieczeństwa) jest to jedyny jemeński meczet, w którym policja z psami tropiącymi sprawdza każdego wchodzącego.  
Żeby dotrzeć do jak największej liczby ludzi, modlitwy są transmitowane przez państwową sieć telewizyjną.